# Olympische Sommerspiele 2020/Turnen
Bei den Olympischen Spielen 2020 in Tokio wurden vom 24. Juli bis 3. August 2021 insgesamt 14 Wettbewerbe im Turnen ausgetragen.

## Bilanz

### Medaillenspiegel
| Platz  | Land               | Gold | Silber | Bronze | Gesamt |
| ------ | ------------------ | ---- | ------ | ------ | ------ |
| 1      | China              | 3    | 3      | 2      | 8      |
| 2      | ROC                | 2    | 2      | 4      | 8      |
| 3      | Vereinigte Staaten | 2    | 2      | 2      | 6      |
| 4      | Japan              | 2    | 1      | 2      | 5      |
| 5      | Brasilien          | 1    | 1      | –      | 2      |
| 6      | Großbritannien     | 1    | –      | 1      | 2      |
| 6      | Südkorea           | 1    | –      | 1      | 2      |
| 8      | Belgien            | 1    | –      | –      | 1      |
| 8      | Israel             | 1    | –      | –      | 1      |
| 10     | Chinesisch Taipeh  | –    | 1      | –      | 1      |
| 10     | Deutschland        | –    | 1      | –      | 1      |
| 10     | Italien            | –    | 1      | –      | 1      |
| 10     | Kroatien           | –    | 1      | –      | 1      |
| 10     | Spanien            | –    | 1      | –      | 1      |
| 15     | Armenien           | –    | –      | 1      | 1      |
| 15     | Griechenland       | –    | –      | 1      | 1      |
| 15     | Türkei             | –    | –      | 1      | 1      |
| Gesamt | Gesamt             | 14   | 14     | 15     | 43     |

### Medaillengewinner
Männer
| Disziplin            | Gold                                                             | Silber                                                           | Bronze                                             |
| -------------------- | ---------------------------------------------------------------- | ---------------------------------------------------------------- | -------------------------------------------------- |
| Barren               | Zou Jingyuan (CHN)                                               | Lukas Dauser (GER)                                               | Ferhat Arıcan (TUR)                                |
| Boden                | Artem Dolgopyat (ISR)                                            | Rayderley Zapata (ESP)                                           | Xiao Ruoteng (CHN)                                 |
| Pauschenpferd        | Max Whitlock (GBR)                                               | Lee Chih-kai (TPE)                                               | Kazuma Kaya (JPN)                                  |
| Reck                 | Daiki Hashimoto (JPN)                                            | Tin Srbić (CRO)                                                  | Nikita Nagorny (ROC)                               |
| Ringe                | Liu Yang (CHN)                                                   | You Hao (CHN)                                                    | Eleftherios Petrounias (GRE)                       |
| Sprung               | Shin Jea-hwan (KOR)                                              | Denis Abljasin (ROC)                                             | Artur Dawtjan (ARM)                                |
| Einzelmehrkampf      | Daiki Hashimoto (JPN)                                            | Xiao Ruoteng (CHN)                                               | Nikita Nagorny (ROC)                               |
| Mannschaftsmehrkampf | ROCDenis Abljasin Dawid Beljawski Artur Dalalojan Nikita Nagorny | JapanDaiki Hashimoto Kazuma Kaya Takeru Kitazono Wataru Tanigawa | ChinaLin Chaopan Sun Wei Xiao Ruoteng Zou Jingyuan |

Frauen
| Disziplin            | Gold                                                                          | Silber                                                                 | Bronze                                                                        |
| -------------------- | ----------------------------------------------------------------------------- | ---------------------------------------------------------------------- | ----------------------------------------------------------------------------- |
| Boden                | Jade Carey (USA)                                                              | Vanessa Ferrari (ITA)                                                  | Angelina Melnikowa (ROC) Mai Murakami (JPN)                                   |
| Schwebebalken        | Guan Chenchen (CHN)                                                           | Tang Xijing (CHN)                                                      | Simone Biles (USA)                                                            |
| Sprung               | Rebeca Andrade (BRA)                                                          | Mykayla Skinner (USA)                                                  | Yeo Seo-jeong (KOR)                                                           |
| Stufenbarren         | Nina Derwael (BEL)                                                            | Anastassija Iljankowa (ROC)                                            | Sunisa Lee (USA)                                                              |
| Einzelmehrkampf      | Sunisa Lee (USA)                                                              | Rebeca Andrade (BRA)                                                   | Angelina Melnikowa (ROC)                                                      |
| Mannschaftsmehrkampf | ROCAngelina Melnikowa Wladislawa Urasowa Lilija Achaimowa Wiktorija Listunowa | Vereinigte StaatenGrace McCallum Jordan Chiles Simone Biles Sunisa Lee | GroßbritannienAmelie Morgan Alice Kinsella Jennifer Gadirova Jessica Gadirova |

## Ergebnisse

### Männer

#### Barren
| Platz | Land | Athlet          | Punkte |
| ----- | ---- | --------------- | ------ |
| 1     | CHN  | Zou Jingyuan    | 16,233 |
| 2     | GER  | Lukas Dauser    | 15,700 |
| 3     | TUR  | Ferhat Arıcan   | 15,633 |
| 4     | CHN  | You Hao         | 15,466 |
| 5     | ROC  | Dawid Beljawski | 15,200 |
| 6     | USA  | Samuel Mikulak  | 15,000 |
| 7     | UKR  | Petro Pachnjuk  | 14,533 |
| 8     | GBR  | Joe Fraser      | 14,500 |

Finale: 3. August 2021 

#### Boden
| Platz | Land | Athlet           | Punkte |
| ----- | ---- | ---------------- | ------ |
| 1     | ISR  | Artem Dolgopyat  | 14,933 |
| 2     | ESP  | Rayderley Zapata | 14,933 |
| 3     | CHN  | Xiao Ruoteng     | 14,766 |
| 4     | KOR  | Ryu Sung-hyun    | 14,233 |
| 5     | KAZ  | Milad Karimi     | 14,133 |
| 6     | USA  | Yul Moldauer     | 13,533 |
| 7     | ROC  | Nikita Nagorny   | 13,066 |
| 8     | KOR  | Kim Han-sol      | 13,066 |

Finale: 1. August 2021 

#### Pauschenpferd
| Platz | Land | Athlet           | Punkte |
| ----- | ---- | ---------------- | ------ |
| 1     | GBR  | Max Whitlock     | 15,583 |
| 2     | TPE  | Lee Chih-kai     | 15,400 |
| 3     | JPN  | Kazuma Kaya      | 14,900 |
| 4     | ROC  | Dawid Beljawski  | 14,833 |
| 5     | JPN  | Kohei Kameyama   | 14,600 |
| 6     | USA  | Alec Yoder       | 14,566 |
| 7     | IRL  | Rhys McClenaghan | 13,100 |
| 8     | CHN  | Sun Wei          | 13,066 |

Finale: 1. August 2021 

#### Reck
| Platz | Land | Athlet          | Punkte |
| ----- | ---- | --------------- | ------ |
| 1     | JPN  | Daiki Hashimoto | 15,066 |
| 2     | CRO  | Tin Srbić       | 14,900 |
| 3     | ROC  | Nikita Nagorny  | 14,533 |
| 4     | USA  | Brody Malone    | 14,200 |
| 5     | AUS  | Tyson Bull      | 12,466 |
| 6     | JPN  | Takeru Kitazono | 12,333 |
| 7     | NED  | Bart Deurloo    | 12,266 |
| 8     | KAZ  | Milad Karimi    | 11,266 |

Finale: 3. August 2021 

#### Ringe
| Platz | Land | Athlet                 | Punkte |
| ----- | ---- | ---------------------- | ------ |
| 1     | CHN  | Liu Yang               | 15,500 |
| 2     | CHN  | You Hao                | 15,300 |
| 3     | GRE  | Eleftherios Petrounias | 15,200 |
| 4     | FRA  | Samir Aït Saïd         | 14,900 |
| 5     | TUR  | İbrahim Çolak          | 14,866 |
| 6     | ROC  | Denis Abljasin         | 14,833 |
| 7     | TUR  | Adem Asil              | 14,600 |
| 8     | BRA  | Arthur Zanetti         | 14,133 |

Finale: 2. August 2021

#### Sprung
| Platz | Land | Athlet         | Punkte |
| ----- | ---- | -------------- | ------ |
| 1     | KOR  | Shin Jea-hwan  | 14,783 |
| 2     | ROC  | Denis Abljasin | 14,783 |
| 3     | ARM  | Artur Dawtjan  | 14,733 |
| 4     | PHI  | Carlos Yulo    | 14,716 |
| 5     | ROC  | Nikita Nagorny | 14,716 |
| 6     | TUR  | Adem Asil      | 14,449 |
| 7     | TUR  | Ahmet Önder    | 14,066 |
| 8     | BRA  | Caio Souza     | 13,683 |

Finale: 2. August 2021 

#### Einzelmehrkampf
| Platz | Land | Athlet          | Punkte |
| ----- | ---- | --------------- | ------ |
| 1     | JPN  | Daiki Hashimoto | 88,465 |
| 2     | CHN  | Xiao Ruoteng    | 88,065 |
| 3     | ROC  | Nikita Nagorny  | 88,031 |
| 4     | CHN  | Sun Wei         | 87,798 |
| 5     | JPN  | Takeru Kitazono | 86,698 |
| 6     | ROC  | Artur Dalalojan | 86,248 |
| 7     | TPE  | Tang Chia-hung  | 84,798 |
| 8     | GBR  | James Hall      | 84,598 |

Finale: 28. Juli 2021 

#### Mannschaftsmehrkampf
| Platz | Land | Athleten                                                      | Punkte  |
| ----- | ---- | ------------------------------------------------------------- | ------- |
| 1     | ROC  | Denis Abljasin Dawid Beljawski Artur Dalalojan Nikita Nagorny | 262,500 |
| 2     | JPN  | Daiki Hashimoto Kazuma Kaya Takeru Kitazono Wataru Tanigawa   | 262,397 |
| 3     | CHN  | Lin Chaopan Sun Wei Xiao Ruoteng Zou Jingyuan                 | 261,894 |
| 4     | GBR  | Joe Fraser James Hall Giarnni Regini-Moran Max Whitlock       | 255,760 |
| 5     | USA  | Brody Malone Samuel Mikulak Yul Moldauer Shane Wiskus         | 254,594 |
| 6     | SUI  | Christian Baumann Pablo Brägger Benjamin Gischard Eddy Yusof  | 250,927 |
| 7     | UKR  | Illja Kowtun Petro Pachnjuk Ihor Radiwilow Jewhen Judenkow    | 246,394 |
| 8     | GER  | Lukas Dauser Nils Dunkel Philipp Herder Andreas Toba          | 238,495 |

Finale: 26. Juli 2021

### Frauen

#### Boden
| Platz | Land | Athletin            | Punkte |
| ----- | ---- | ------------------- | ------ |
| 1     | USA  | Jade Carey          | 14,366 |
| 2     | ITA  | Vanessa Ferrari     | 14,200 |
| 3     | JPN  | Mai Murakami        | 14,166 |
| 3     | ROC  | Angelina Melnikowa  | 14,166 |
| 5     | BRA  | Rebeca Andrade      | 14,033 |
| 6     | GBR  | Jessica Gadirova    | 14,000 |
| 7     | GBR  | Jennifer Gadirova   | 13,233 |
| 8     | ROC  | Wiktorija Listunowa | 12,400 |

Finale: 2. August 2021

#### Schwebebalken
| Platz | Land | Athletin           | Punkte |
| ----- | ---- | ------------------ | ------ |
| 1     | CHN  | Guan Chenchen      | 14,633 |
| 2     | CHN  | Tang Xijing        | 14,233 |
| 3     | USA  | Simone Biles       | 14,000 |
| 4     | CAN  | Ellie Black        | 13,866 |
| 5     | USA  | Sunisa Lee         | 13,866 |
| 6     | JPN  | Urara Ashikawa     | 13,733 |
| 7     | BRA  | Flávia Saraiva     | 13,133 |
| 8     | ROC  | Wladislawa Urasowa | 12,733 |

Finale: 3. August 2021

#### Sprung
| Platz | Land | Athletin           | Punkte |
| ----- | ---- | ------------------ | ------ |
| 1     | BRA  | Rebeca Andrade     | 15,083 |
| 2     | USA  | Mykayla Skinner    | 14,916 |
| 3     | KOR  | Yeo Seo-jeong      | 14,733 |
| 4     | MEX  | Alexa Moreno       | 14,716 |
| 5     | ROC  | Angelina Melnikowa | 14,683 |
| 6     | ROC  | Lilija Achaimowa   | 14,666 |
| 7     | CAN  | Shallon Olsen      | 14,550 |
| 8     | USA  | Jade Carey         | 12,416 |

Finale: 1. August 2021 

#### Stufenbarren
| Platz | Land | Athletin                    | Punkte |
| ----- | ---- | --------------------------- | ------ |
| 1     | BL   | Nina Derwael                | 15,200 |
| 2     | ROC  | Anastassija Iljankowa       | 14,833 |
| 3     | USA  | Sunisa Lee                  | 14,500 |
| 4     | CHN  | Lu Yufei                    | 14,400 |
| 5     | GER  | Elisabeth Seitz             | 14,400 |
| 6     | FRA  | Mélanie de Jesus dos Santos | 14,033 |
| 7     | CHN  | Fan Yilin                   | 13,900 |
| 8     | ROC  | Angelina Melnikowa          | 13,066 |

Finale: 1. August 2021

#### Einzelmehrkampf
| Platz | Land | Athletin           | Punkte |
| ----- | ---- | ------------------ | ------ |
| 1     | USA  | Sunisa Lee         | 57,433 |
| 2     | BRA  | Rebeca Andrade     | 57,298 |
| 3     | ROC  | Angelina Melnikowa | 57,199 |
| 4     | ROC  | Wladislawa Urasowa | 56,966 |
| 5     | JPN  | Mai Murakami       | 56,032 |
| 6     | BEL  | Nina Derwael       | 55,965 |
| 7     | CHN  | Tang Xijing        | 54,498 |
| 8     | USA  | Jade Carey         | 54,199 |

Finale: 29. Juli 2021 

#### Mannschaftsmehrkampf
| Platz | Land | Athletinnen                                                                | Punkte  |
| ----- | ---- | -------------------------------------------------------------------------- | ------- |
| 1     | ROC  | Lilija Achaimowa Wiktorija Listunowa Angelina Melnikowa Wladislawa Urasowa | 169,528 |
| 2     | USA  | Simone Biles Jordan Chiles Sunisa Lee Grace McCallum                       | 166,096 |
| 3     | GBR  | Jennifer Gadirova Jessica Gadirova Alice Kinsella Amelie Morgan            | 164,096 |
| 4     | ITA  | Alice D’Amato Asia D’Amato Vanessa Ferrari Martina Maggio                  | 163,638 |
| 5     | JPN  | Hitomi Hatakeda Yuna Hiraiwa Mai Murakami Aiko Sugihara                    | 163,280 |
| 6     | FRA  | Marine Boyer Mélanie de Jesus dos Santos Aline Friess Carolann Héduit      | 163,264 |
| 7     | CHN  | Lu Yufei Ou Yushan Tang Xijing Zhang Jin                                   | 161,196 |
| 8     | BEL  | Maellyse Brassart Nina Derwael Lisa Vaelen Jutta Verkest                   | 159,965 |

Finale: 27. Juli 2021

## Qualifikation
Folgende Nationen konnten sich Quotenplätze erkämpfen.
| Nation             | Männer | Frauen | Athleten |
| ------------------ | ------ | ------ | -------- |
| Ägypten            | 1      | 2      | 3        |
| Albanien           | 1      |        | 1        |
| Argentinien        |        | 1      | 1        |
| Armenien           | 1      |        | 1        |
| Aserbaidschan      | 1      | 1      | 2        |
| Australien         | 1      | 2      | 3        |
| Belgien            |        | 4      | 4        |
| Brasilien          | 5      | 2      | 7        |
| Bulgarien          | 1      |        | 1        |
| Cayman Islands     |        | 1      | 1        |
| Chile              | 1      | 1      | 2        |
| China              | 6      | 6      | 12       |
| Chinesisch Taipeh  | 4      | 1      | 5        |
| Costa Rica         |        | 1      | 1        |
| Deutschland        | 4      | 4      | 8        |
| Frankreich         | 3      | 4      | 7        |
| Griechenland       | 1      |        | 1        |
| Großbritannien     | 4      | 4      | 8        |
| Hongkong           | 1      |        | 1        |
| Indien             |        | 1      | 1        |
| Irland             | 1      | 1      | 2        |
| Israel             | 2      | 1      | 3        |
| Italien            | 2      | 5      | 7        |
| Jamaika            |        | 1      | 1        |
| Japan              | 6      | 5      | 11       |
| Kanada             | 1      | 4      | 5        |
| Kasachstan         | 1      |        | 1        |
| Kroatien           | 1      | 1      | 2        |
| Kuba               |        | 1      | 1        |
| Litauen            | 1      |        | 1        |
| Malaysia           | 1      | 1      | 2        |
| Mexiko             | 1      | 1      | 2        |
| Neuseeland         | 1      |        | 1        |
| Nigeria            | 1      |        | 1        |
| Niederlande        | 2      | 4      | 6        |
| Norwegen           | 1      | 1      | 2        |
| Österreich         |        | 1      | 1        |
| Peru               |        | 1      | 1        |
| Philippinen        | 1      |        | 1        |
| Polen              |        | 1      | 1        |
| Portugal           |        | 1      | 1        |
| ROC                | 6      | 6      | 12       |
| Rumänien           | 1      | 2      | 3        |
| Schweden           | 1      | 1      | 2        |
| Schweiz            | 4      | 1      | 5        |
| Singapur           |        | 1      | 1        |
| Slowakei           |        | 1      | 1        |
| Spanien            | 5      | 4      | 9        |
| Sri Lanka          |        | 1      | 1        |
| Südafrika          |        | 2      | 2        |
| Südkorea           | 5      | 2      | 7        |
| Tschechien         | 1      | 1      | 2        |
| Türkei             | 4      | 1      | 5        |
| Ukraine            | 4      | 1      | 5        |
| Ungarn             |        | 1      | 1        |
| Usbekistan         | 1      | 1      | 2        |
| Vereinigte Staaten | 5      | 6      | 11       |
| Vietnam            | 2      |        | 2        |
| Belarus            |        | 1      | 1        |
| Zypern             | 1      |        | 1        |
| Gesamt: 60 NOKs    | 98     | 98     | 196      |